# Гридни (Наровлянский район)
Гридни (бел. Грыдні) — деревня в Вербовичском сельсовете Наровлянского района Гомельской области Беларуси.
В связи с радиационным загрязнением после катастрофы на Чернобыльской АЭС в 1986 году жители переселены в чистые места, преимущественно в деревню Валавск Ельского района. В последние годы здесь разместилось небольшое количество самосёлов.

## География

### Расположение
В 8 км на юг от Наровли, 32 км от железнодорожной станции Ельск (на линии Калинковичи — Овруч), 187 км от Гомеля.

### Гидрография
На реке Мытва (приток реки Припять).

## Транспортная сеть
Транспортные связи по просёлочной, а затем автодороге Р-37: Михалки - Наровля - граница Украины (Александровка). Планировка состоит из 2 дугообразных улиц. Соединяясь, они образовывают овальнообразную конфигурацию, в середине которой короткая меридиональная улица. Застройка двусторонняя, деревянная, усадебного типа.

## История
По письменным источникам известна с XVIII века как деревня в Речицком повете Минского воеводства Великого княжества Литовского. После 2-го раздела Речи Посполитой (1793 год) в составе Российской империи. В 1795 году владение Ковальских, действовала церковь. В 1850 году во владении полковника Бразина. В 1879 году обозначена в числе селений Вербовичского церковного прихода. Согласно переписи 1897 года действовал хлебозапасный магазин. В 1908 году в Наровлянской волости Речицкого уезда Минской губернии.
В 1931 году организован колхоз «Новые Гридни», работала кузница. В 1933 году открыта начальная школа. Во время Великой Отечественной войны 65 жителей погибли на фронте. Согласно переписи 1959 года входила в состав колхоза «Октябрь» (центр — деревня Вербовичи).

## Население

### Численность
- 1986 год — жители переселены.

### Динамика
- 1795 год — 12 дворов, 113 жителей.
- 1850 год — 34 двора.
- 1897 год — 65 дворов, 395 жителей (согласно переписи).
- 1908 год — 75 дворов, 519 жителей.
- 1959 год — 489 жителей (согласно переписи).
- 1986 год — жители переселены.